# Ондер, Сырры Сюрейя
Сырры Сюрейя Ондер (тур. Sırrı Süreyya Önder; 7 июля 1962, Адыяман — 3 мая 2025, Istanbul Florence Nightingale Hospital, Стамбул) — турецкий актёр, сценарист, колумнист и политик.

## Биография
Родился 7 июля 1962 года в Адыямане. Когда Сырры было восемь лет, его отец умер от цирроза. После этого мать Сырры вместе с ним и четырьмя его братьями и сёстрами переехала в дом своего деда. Во время учёбы в школе Ондер подрабатывал помощником фотографа.
В 1980 году поступил в университет Анкары. Когда Ондер учился на втором семестре, он вступил в студенческое движение, выступавшее против правительства, пришедшего к власти в результате военного переворота, совершённого в Турции в 1980 году. Ондер был арестован и приговорён к 12-летнему тюремному заключению за членство в Рабочей партии Курдистана. Содержался в переполненных тюрьмах Мамак, Улуджанлар и Хаймана.
В 2006 году Ондер в качестве сценариста, режиссёра и актёра принял участие в съёмках фильма фильм «Интернационал». В 2007 году «Интернационал» участвовал в «Московском международном кинофестивале», в том же году фильм получил премию на Международном кинофестивале в Адане.
В 2010 году Ондер начал вести колонку в BirGün. Также писал для Radikal. После избрания в 2011 году в парламент Турции уволился из Radikal.
В 2011 году был избран членом Великого национального собрания как независимый кандидат от Партии мира и демократии. Переизбирался на этот пост в 2014 и 2015 годах, представлял Демократическую партию народов. В 2014 году баллотировался на должность мэра Стамбула, но проиграл, набрав 9 % голосов. Писал для Özgür Gündem.
В 2013 году Ондер принимал участие в акциях протеста в парке Гези и был ранен гранатой со слезоточивым газом.
Ондер умер 3 мая 2025 года в больнице Флоренс Найтингейл в Стамбуле, где он проходил лечение от полиорганной недостаточности, возникшей в результате осложнений разрыва аортальной артерии, из-за которого он находился в больнице с 15 апреля. Через день он был похоронен на кладбище Зинджирликую.

## Фильмография
2006
- Интернационал — режиссёр, сценарист, и актёр
- Sis ve Gece — актёр

2008
- O… Çocukları — сценарист
- Kalpsiz Adam — второй сценарист

2009
- Ada: Zombilerin Düğünü — приглашённый актёр
- Ejder Kapanı — актёр

2010
- Mar — приглашённый актёр

2011
- Yeraltı — актёр

2012
- F Tipi film — режиссёр

2013
- Düğün Dernek — актёр